# Ian Buruma
Ian Buruma (né le 28 décembre 1951 à La Haye) est un écrivain, journaliste et conférencier néerlandais spécialiste de l'Asie.

## Biographie
Il est l'auteur de publications sur des sujets politiques ou culturels.
Il reçoit le prix Érasme en 2008.

## Publications
- The Japanese Tattoo, Weatherhill, 1980, 115 p. (ISBN 978-0-8348-0149-3) avec Donald Richie
- Behind the Mask : On Sexual Demons, Sacred Mothers, Transvestites, Gangsters, Drifters, and Other Japanese Cultural Heroes, New American Library, 1983, 242 p. (ISBN 978-0-452-01054-3)
- A Japanese Mirror : Heroes and Villains of Japanese Culture, Londres, Jonathan Cape, 1984, 242 p. (ISBN 978-0-224-02049-7)
- Tokyo: Form and Spirit (1986) with James Brandon, Kenneth Frampton, Martin Friedman, Donald Richie  (ISBN 978-0-8109-1690-6)
- God's Dust: A Modern Asian Journey (1989)  (ISBN 978-0-7538-1089-7)
- Great Cities of the World: Hong Kong (1991) (ASIN B0013HT762)
- Playing the Game (1991), roman  (ISBN 978-0-374-52633-7)
- The Wages of Guilt: Memories of War in Germany and in Japan (1994)  (ISBN 978-0-452-01156-4)
- Introduction for Geisha: The Life, the Voices, the Art (1998) by Jodi Cobb  (ISBN 978-0-375-70180-1)
- Voltaire's Coconuts, or Anglomania in Europe (UK title) (1998) ou Anglomania: a European Love Affair (titre américain) (1999)  (ISBN 978-0-7538-0954-9)
- The Missionary and the Libertine: Love and War in East and West (2000) compilation  (ISBN 978-0-571-21414-3)
- De neo-romantiek van schrijvers in exil ("Neoromanticism of writers in exile") (2000)  (ISBN 90-446-0028-1)
- Bad Elements (en): Chinese Rebels from Los Angeles to Beijing (2001)  (ISBN 978-0-679-78136-3)
- Inventing Japan: From Empire to Economic Miracle 1853–1964 (2003)  (ISBN 978-0-679-64085-1)
- Occidentalism: The West in the Eyes of Its Enemies (2004) avec Avishai Margalit  (ISBN 978-0-14-303487-2)
- Murder in Amsterdam: The Death of Theo Van Gogh and the Limits of Tolerance (2006)  (ISBN 978-1-59420-108-0) lauréat du Los Angeles Times Book Prize for the Best Current Interest Book.
- Conversations with John Schlesinger (2006)  (ISBN 0-375-75763-5)
- Commentary on the History of China for the time period of Le Dernier Empereur, The Criterion Collection 2008 DVDs (ASIN B000ZM1MIW),  (ISBN 978-1-60465-014-3).
- The China Lover (2008), roman,  (ISBN 978-1-59420-194-3)
- Taming the Gods: Religion and Democracy on Three Continents (2010)  (ISBN 978-0-691-13489-5), avec quelques exemples historiques sur la valeur de la séparation de la religion et de la gouvernance avec la séparation de l'Église et de l'État.
- Grenzen aan de vrijheid: van De Sade tot Wilders (Limits to Freedom: From De Sade to Wilders) (2010)  (ISBN 978-90-477-0262-7) – Essai pour le mois de la philosophe aux Pays-Bas.
- Year Zero : A History of 1945, New York, NY, The Penguin Press, 2013 (ISBN 978-1-59420-436-4, lire en ligne)
- Theater of Cruelty: Art, Film, and the Shadows of War (New York Review Books Collection) (Sep 16, 2014)

Essais
- Theater of Cruelty: Art, Film, and the Shadows of War  (ISBN 978-1590177778)
- China's class ceiling, published in the Los Angeles Times
- The Pilgrimage From Tiananmen Square, publié dans le New York Times